# NHL 2020/2021
Sezóna 2020/21 je 104. sezónou v historii severoamerické a světově nejprestižnější hokejové ligy světa NHL.

## Základní část

### Tabulky
| Vysvětlivky                                                                |
| -------------------------------------------------------------------------- |
| Celkový vítěz základní části (zisk Presidents' Trophy) a postup do playoff |
| Ostatní týmy přímo postupující do playoff                                  |
| Vyřazené týmy                                                              |

#### Východní konference
| Severní divize |                     |    |    |    |    |    |         |    |
| Poz.           | Tým                 | Z  | V  | VP | PP | P  | SCO     | B  |
| 1.             | Toronto Maple Leafs | 56 | 29 | 6  | 7  | 14 | 187:148 | 77 |
| 2.             | Edmonton Oilers     | 56 | 31 | 4  | 2  | 19 | 183:154 | 72 |
| 3.             | Winnipeg Jets       | 56 | 24 | 6  | 3  | 23 | 170:154 | 63 |
| 4.             | Montreal Canadiens  | 56 | 20 | 4  | 11 | 21 | 159:168 | 59 |
| 5.             | Calgary Flames      | 56 | 22 | 4  | 3  | 27 | 156:161 | 55 |
| 6.             | Ottawa Senators     | 56 | 18 | 5  | 5  | 28 | 157:190 | 51 |
| 7.             | Vancouver Canucks   | 56 | 17 | 6  | 4  | 29 | 151:188 | 50 |

| Východní divize |                     |    |    |    |    |    |         |    |
| Poz.            | Tým                 | Z  | V  | VP | PP | P  | SCO     | B  |
| 1.              | Pittsburgh Penguins | 56 | 29 | 8  | 3  | 16 | 196:156 | 77 |
| 2.              | Washington Capitals | 56 | 29 | 7  | 5  | 15 | 191:163 | 77 |
| 3.              | Boston Bruins       | 56 | 25 | 8  | 7  | 16 | 168:136 | 73 |
| 4.              | New York Islanders  | 56 | 24 | 8  | 7  | 17 | 156:128 | 71 |
| 5.              | New York Rangers    | 56 | 24 | 3  | 6  | 23 | 177:157 | 60 |
| 6.              | Philadelphia Flyers | 56 | 17 | 8  | 8  | 23 | 163:201 | 58 |
| 7.              | New Jersey Devils   | 56 | 15 | 4  | 7  | 30 | 145:194 | 45 |
| 8.              | Buffalo Sabres      | 56 | 11 | 4  | 7  | 34 | 138:199 | 37 |

#### Západní konference
| Střední divize |                       |    |    |    |    |    |         |    |
| Poz.           | Tým                   | Z  | V  | VP | PP | P  | SCO     | B  |
| 1.             | Carolina Hurricanes   | 56 | 27 | 9  | 8  | 12 | 179:136 | 80 |
| 2.             | Florida Panthers      | 56 | 26 | 11 | 5  | 14 | 189:153 | 79 |
| 3.             | Tampa Bay Lightning   | 56 | 29 | 7  | 3  | 17 | 181:147 | 75 |
| 4.             | Nashville Predators   | 56 | 21 | 10 | 2  | 23 | 156:154 | 64 |
| 5.             | Dallas Stars          | 56 | 17 | 6  | 14 | 19 | 158:154 | 60 |
| 6.             | Chicago Blackhawks    | 56 | 15 | 9  | 7  | 25 | 161:186 | 55 |
| 7.             | Detroit Red Wings     | 56 | 16 | 3  | 10 | 27 | 127:171 | 48 |
| 8.             | Columbus Blue Jackets | 56 | 12 | 6  | 12 | 26 | 137:187 | 48 |

| Západní divize |                      |    |    |    |    |    |         |    |
| Poz.           | Tým                  | Z  | V  | VP | PP | P  | SCO     | B  |
| 1.             | Colorado Avalanche   | 56 | 35 | 4  | 4  | 13 | 197:133 | 82 |
| 2.             | Vegas Golden Knights | 56 | 30 | 10 | 2  | 14 | 191:124 | 82 |
| 3.             | Minnesota Wild       | 56 | 27 | 8  | 5  | 16 | 181:160 | 75 |
| 4.             | St. Louis Blues      | 56 | 19 | 8  | 9  | 20 | 169:170 | 63 |
| 5.             | Arizona Coyotes      | 56 | 19 | 5  | 6  | 26 | 153:176 | 54 |
| 6.             | Los Angeles Kings    | 56 | 19 | 2  | 7  | 28 | 143:170 | 49 |
| 7.             | San Jose Sharks      | 56 | 15 | 6  | 7  | 28 | 151:199 | 49 |
| 8.             | Anaheim Ducks        | 56 | 11 | 6  | 9  | 30 | 126:179 | 43 |

## Hráčské statistiky základní části

### Kanadské bodování
Toto je konečné pořadí hráčů podle dosažených bodů. Za jeden vstřelený gól nebo přihrávku na gól hráč získal jeden bod.
| Poř. | Hráč             | Tým                 | Z  | G  | A  | B   | TM | +/- |
| ---- | ---------------- | ------------------- | -- | -- | -- | --- | -- | --- |
| 1.   | Connor McDavid   | Edmonton Oilers     | 56 | 33 | 72 | 105 | 20 | 21  |
| 2.   | Leon Draisaitl   | Edmonton Oilers     | 56 | 31 | 53 | 84  | 22 | 29  |
| 3.   | Brad Marchand    | Boston Bruins       | 53 | 29 | 40 | 69  | 46 | 26  |
| 4.   | Mitchell Marner  | Toronto Maple Leafs | 55 | 20 | 47 | 67  | 20 | 21  |
| 5.   | Auston Matthews  | Toronto Maple Leafs | 52 | 41 | 25 | 66  | 10 | 21  |
| 6.   | Mikko Rantanen   | Colorado Avalanche  | 52 | 30 | 36 | 66  | 34 | 30  |
| 7.   | Patrick Kane     | Chicago Blackhawks  | 56 | 15 | 51 | 66  | 14 | -7  |
| 8.   | Nathan MacKinnon | Colorado Avalanche  | 48 | 20 | 45 | 65  | 37 | 22  |
| 9.   | Mark Scheifele   | Winnipeg Jets       | 56 | 21 | 42 | 63  | 12 | -4  |
| 10.  | Sidney Crosby    | Pittsburgh Penguins | 55 | 24 | 38 | 62  | 26 | 8   |

### Hodnocení brankářů
Toto je konečné pořadí nejlepších deseti brankářů seřazených podle průměru obdržených branek na zápas. Odchytaných minimálně 1920 minut.
| Poř. | Hráč               | Tým                  | Z. | MIN  | OG | PZ   | PS   | POG  | Úsp%  |
| ---- | ------------------ | -------------------- | -- | ---- | -- | ---- | ---- | ---- | ----- |
| 1.   | Alex Nedeljkovic   | Carolina Hurricanes  | 23 | 1399 | 44 | 602  | 646  | 1.89 | 93.19 |
| 2.   | Philipp Grubauer   | Colorado Avalanche   | 40 | 2369 | 77 | 912  | 989  | 1.95 | 92.21 |
| 3.   | Marc-Andre Fleury  | Vegas Golden Knights | 36 | 2154 | 71 | 917  | 988  | 1.98 | 92.81 |
| 4.   | Semjon Varlamov    | New York Islanders   | 36 | 2119 | 72 | 950  | 1022 | 2.04 | 92.96 |
| 5.   | Chris Driedger     | Florida Panthers     | 23 | 1368 | 47 | 586  | 633  | 2.06 | 92.58 |
| 6.   | Jack Campbell      | Toronto Maple Leafs  | 22 | 1288 | 46 | 539  | 585  | 2.14 | 92.14 |
| 7.   | Ilja Sorokin       | New York Islanders   | 22 | 1275 | 46 | 517  | 563  | 2.16 | 91.83 |
| 8.   | Andrej Vasilevskij | Tampa Bay Lightning  | 42 | 2526 | 93 | 1145 | 1238 | 2.21 | 92.49 |
| 9.   | Tuukka Rask        | Boston Bruins        | 24 | 1402 | 53 | 558  | 611  | 2.27 | 91.33 |
| 10.  | Juuse Saros        | Nashville Predators  | 36 | 2060 | 78 | 994  | 1072 | 2.27 | 92.72 |

## Playoff
Všechny série play-off se hrají na čtyři vítězná utkání.
|  | Čtvrtfinále konference | Čtvrtfinále konference | Čtvrtfinále konference |   |                      | Semifinále konference | Semifinále konference | Semifinále konference |  |    | Finále konference   | Finále konference | Finále konference |  |    | Finále Stanley Cupu | Finále Stanley Cupu | Finále Stanley Cupu |
|  |                        |                        |                        |   |                      |                       |                       |                       |  |    |                     |                   |                   |  |    |                     |                     |                     |
|  | C1                     | Carolina Hurricanes    | 4                      |   |                      |                       |                       |                       |  |    |                     |                   |                   |  |    |                     |                     |                     |
|  | C4                     | Nashville Predators    | 2                      |   |                      |                       |                       |                       |  |    |                     |                   |                   |  |    |                     |                     |                     |
|  | C4                     | Nashville Predators    | 2                      |   | C1                   | Carolina Hurricanes   | 1                     |                       |  |    |                     |                   |                   |  |    |                     |                     |                     |
|  |                        |                        |                        |   | C1                   | Carolina Hurricanes   | 1                     |                       |  |    |                     |                   |                   |  |    |                     |                     |                     |
|  |                        | C3                     | Tampa Bay Lightning    | 4 |                      |                       |                       |                       |  |    |                     |                   |                   |  |    |                     |                     |                     |
|  | C2                     | C3                     | Tampa Bay Lightning    | 4 | Florida Panthers     | 2                     |                       |                       |  |    |                     |                   |                   |  |    |                     |                     |                     |
|  | C2                     |                        |                        |   | Florida Panthers     | 2                     |                       |                       |  |    |                     |                   |                   |  |    |                     |                     |                     |
|  | C3                     | Tampa Bay Lightning    | 4                      |   |                      |                       |                       |                       |  |    |                     |                   |                   |  |    |                     |                     |                     |
|  | C3                     | Tampa Bay Lightning    | 4                      |   |                      |                       |                       |                       |  | C3 | Tampa Bay Lightning | 4                 |                   |  |    |                     |                     |                     |
|  | Východní konference    |                        |                        |   |                      |                       |                       |                       |  | C3 | Tampa Bay Lightning | 4                 |                   |  |    |                     |                     |                     |
|  |                        | E4                     | New York Islanders     | 3 |                      |                       |                       |                       |  |    |                     |                   |                   |  |    |                     |                     |                     |
|  | E1                     | E4                     | New York Islanders     | 3 | Pittsburgh Penguins  | 2                     |                       |                       |  |    |                     |                   |                   |  |    |                     |                     |                     |
|  | E1                     |                        |                        |   | Pittsburgh Penguins  | 2                     |                       |                       |  |    |                     |                   |                   |  |    |                     |                     |                     |
|  | E4                     | New York Islanders     | 4                      |   |                      |                       |                       |                       |  |    |                     |                   |                   |  |    |                     |                     |                     |
|  | E4                     | New York Islanders     | 4                      |   | E4                   | New York Islanders    | 4                     |                       |  |    |                     |                   |                   |  |    |                     |                     |                     |
|  |                        |                        |                        |   | E4                   | New York Islanders    | 4                     |                       |  |    |                     |                   |                   |  |    |                     |                     |                     |
|  |                        | E3                     | Boston Bruins          | 2 |                      |                       |                       |                       |  |    |                     |                   |                   |  |    |                     |                     |                     |
|  | E2                     | E3                     | Boston Bruins          | 2 | Washington Capitals  | 1                     |                       |                       |  |    |                     |                   |                   |  |    |                     |                     |                     |
|  | E2                     |                        |                        |   | Washington Capitals  | 1                     |                       |                       |  |    |                     |                   |                   |  |    |                     |                     |                     |
|  | E3                     | Boston Bruins          | 4                      |   |                      |                       |                       |                       |  |    |                     |                   |                   |  |    |                     |                     |                     |
|  | E3                     | Boston Bruins          | 4                      |   |                      |                       |                       |                       |  |    |                     |                   |                   |  | C3 | Tampa Bay Lightning | 4                   |                     |
|  |                        |                        |                        |   |                      |                       |                       |                       |  |    |                     |                   |                   |  | C3 | Tampa Bay Lightning | 4                   |                     |
|  |                        | N4                     | Montreal Canadiens     | 1 |                      |                       |                       |                       |  |    |                     |                   |                   |  |    |                     |                     |                     |
|  | N1                     | N4                     | Montreal Canadiens     | 1 | Toronto Maple Leafs  | 3                     |                       |                       |  |    |                     |                   |                   |  |    |                     |                     |                     |
|  | N1                     |                        |                        |   | Toronto Maple Leafs  | 3                     |                       |                       |  |    |                     |                   |                   |  |    |                     |                     |                     |
|  | N4                     | Montreal Canadiens     | 4                      |   |                      |                       |                       |                       |  |    |                     |                   |                   |  |    |                     |                     |                     |
|  | N4                     | Montreal Canadiens     | 4                      |   | N4                   | Montreal Canadiens    | 4                     |                       |  |    |                     |                   |                   |  |    |                     |                     |                     |
|  |                        |                        |                        |   | N4                   | Montreal Canadiens    | 4                     |                       |  |    |                     |                   |                   |  |    |                     |                     |                     |
|  |                        | N3                     | Winnipeg Jets          | 0 |                      |                       |                       |                       |  |    |                     |                   |                   |  |    |                     |                     |                     |
|  | N2                     | N3                     | Winnipeg Jets          | 0 | Edmonton Oilers      | 0                     |                       |                       |  |    |                     |                   |                   |  |    |                     |                     |                     |
|  | N2                     |                        |                        |   | Edmonton Oilers      | 0                     |                       |                       |  |    |                     |                   |                   |  |    |                     |                     |                     |
|  | N3                     | Winnipeg Jets          | 4                      |   |                      |                       |                       |                       |  |    |                     |                   |                   |  |    |                     |                     |                     |
|  | N3                     | Winnipeg Jets          | 4                      |   |                      |                       |                       |                       |  | N4 | Montreal Canadiens  | 4                 |                   |  |    |                     |                     |                     |
|  | Západní konference     |                        |                        |   |                      |                       |                       |                       |  | N4 | Montreal Canadiens  | 4                 |                   |  |    |                     |                     |                     |
|  |                        | W2                     | Vegas Golden Knights   | 2 |                      |                       |                       |                       |  |    |                     |                   |                   |  |    |                     |                     |                     |
|  | W1                     | W2                     | Vegas Golden Knights   | 2 | Colorado Avalanche   | 4                     |                       |                       |  |    |                     |                   |                   |  |    |                     |                     |                     |
|  | W1                     |                        |                        |   | Colorado Avalanche   | 4                     |                       |                       |  |    |                     |                   |                   |  |    |                     |                     |                     |
|  | W4                     | St. Louis Blues        | 0                      |   |                      |                       |                       |                       |  |    |                     |                   |                   |  |    |                     |                     |                     |
|  | W4                     | St. Louis Blues        | 0                      |   | W1                   | Colorado Avalanche    | 2                     |                       |  |    |                     |                   |                   |  |    |                     |                     |                     |
|  |                        |                        |                        |   | W1                   | Colorado Avalanche    | 2                     |                       |  |    |                     |                   |                   |  |    |                     |                     |                     |
|  |                        | W2                     | Vegas Golden Knights   | 4 |                      |                       |                       |                       |  |    |                     |                   |                   |  |    |                     |                     |                     |
|  | W2                     | W2                     | Vegas Golden Knights   | 4 | Vegas Golden Knights | 4                     |                       |                       |  |    |                     |                   |                   |  |    |                     |                     |                     |
|  | W2                     |                        |                        |   | Vegas Golden Knights | 4                     |                       |                       |  |    |                     |                   |                   |  |    |                     |                     |                     |
|  | W3                     | Minnesota Wild         | 3                      |   |                      |                       |                       |                       |  |    |                     |                   |                   |  |    |                     |                     |                     |

- Legenda
- C1 • C2 • C3 • C4 – Týmy z Střední divize
- E1 • E2 • E3 • E4 – Týmy z Východní divize
- N1 • N2 • N3 • N4 – Týmy z Severní divize
- W1 • W2 • W3 • W4 – Týmy z Západní divize

## Čtvrtfinále - Východní konference
Všechny časy zápasů jsou uvedeny ve středoevropském letním čase (UTC +2).

#### Washington Capitals - Boston Bruins
| 16. května 2021 01:15 | Washington Capitals | 3:2 PP (1:1, 0:0, 1:1 - 1:0) | Boston Bruins | Capital One Arena, Washington, D.C. Návštěvnost: 5 333 |  |

| Report | |                     |                                                                                         |  |
| Vítek Vaněček, Craig Anderson | Vítek Vaněček, Craig Anderson | Brankáři            | Tuukka Rask                                                                             |  |
| 06:22' Tom Wilson (T. J. Oshie, Daniel Sprong) 28:44' Brenden Dillon (Anthony Mantha, Alexandr Ovečkin) 64:41' Nic Dowd (T. J. Oshie, Tom Wilson) | 06:22' Tom Wilson (T. J. Oshie, Daniel Sprong) 28:44' Brenden Dillon (Anthony Mantha, Alexandr Ovečkin) 64:41' Nic Dowd (T. J. Oshie, Tom Wilson) | 1:0 1:1 2:1 2:2 3:2 | 13:10' Jake DeBrusk (Curtis Lazar) 36:38' Nick Ritchie (David Pastrňák, Charlie McAvoy) |  |
| 8 min | 8 min | Tresty              | 2 min                                                                                   |  |
| 32 | 32 | Střely              | 26                                                                                      |  |

| 18. května 2021 01:30 | Washington Capitals | 3:4 PP (2:2, 0:0, 1:1 - 0:1) | Boston Bruins | Capital One Arena, Washington, D.C. Návštěvnost: 5 333 |  |

| Report | |                             | |  |
| Craig Anderson | Craig Anderson | Brankáři                    | Tuukka Rask |  |
| 06:31' T. J. Oshie (Alexandr Ovečkin, John Carlson) 16:42' Garnet Hathaway (Dmitrij Orlov, Lars Eller) 47:04' Garnet Hathaway (Dmitrij Orlov, Carl Hagelin) | 06:31' T. J. Oshie (Alexandr Ovečkin, John Carlson) 16:42' Garnet Hathaway (Dmitrij Orlov, Lars Eller) 47:04' Garnet Hathaway (Dmitrij Orlov, Carl Hagelin) | 0:1 1:1 1:2 2:2 3:2 3:3 3:4 | 05:05' Jake DeBrusk (Charlie Coyle, Nick Ritchie) 09:21' Patrice Bergeron (David Pastrňák) 57:11' Taylor Hall (Craig Smith, Matt Grzelcyk) 60:39' Brad Marchand (Matt Grzelcyk, David Krejčí) |  |
| 12 min | 12 min | Tresty                      | 16 min |  |
| 39 | 39 | Střely                      | 48 |  |

| 20. května 2021 00:30 | Boston Bruins | 3:2 PP (0:0, 1:2, 1:0 - 0:0, 1:0) | Washington Capitals | TD Garden, Boston Návštěvnost: 4 565 |  |

| Report | |                     |                                                                            |  |
| Tuukka Rask | Tuukka Rask | Brankáři            | Ilja Samsonov                                                              |  |
| 29:17' Taylor Hall (Craig Smith, Kevan Miller) 51:32' Brad Marchand (Patrice Bergeron, Charlie McAvoy) 85:48' Craig Smith (bez asistence) | 29:17' Taylor Hall (Craig Smith, Kevan Miller) 51:32' Brad Marchand (Patrice Bergeron, Charlie McAvoy) 85:48' Craig Smith (bez asistence) | 0:1 1:1 1:2 2:2 3:2 | 28:21' Alexandr Ovečkin (Anthony Mantha) 38:15' Nic Dowd (Garnet Hathaway) |  |

| 22. května 2021 00:30 | Boston Bruins | 4:1 (0:0, 1:0, 3:1) | Washington Capitals | TD Garden, Boston Návštěvnost: 4 565 |  |

| Report | |                     |                                                           |  |
| Tuukka Rask | Tuukka Rask | Brankáři            | Ilja Samsonov                                             |  |
| 28:00' Brad Marchand (David Pastrňák, Charlie McAvoy) 40:29' David Pastrňák (Charlie McAvoy, David Krejčí) 41:03' Charlie Coyle (Jake DeBrusk) 54:50' Matt Grzelcyk (Charlie McAvoy, Taylor Hall) | 28:00' Brad Marchand (David Pastrňák, Charlie McAvoy) 40:29' David Pastrňák (Charlie McAvoy, David Krejčí) 41:03' Charlie Coyle (Jake DeBrusk) 54:50' Matt Grzelcyk (Charlie McAvoy, Taylor Hall) | 1:0 2:0 3:0 3:1 4:1 | 44:54' Alexandr Ovečkin (John Carlson, Nicklas Backström) |  |
| 18 min | 18 min | Tresty              | 14 min                                                    |  |
| 37 | 37 | Střely              | 20                                                        |  |

| 24. května 2021 01:00 | Washington Capitals | 1:3 (0:0, 0:2, 1:1) | Boston Bruins | Capital One Arena, Washington, D. C. Návštěvnost: 5 333 |  |

| Report                                           |                                                  |                 | |  |
| Ilja Samsonov                                    | Ilja Samsonov                                    | Brankáři        | Tuukka Rask |  |
| 40:11' Conor Sheary (T. J. Oshie, Dmitrij Orlov) | 40:11' Conor Sheary (T. J. Oshie, Dmitrij Orlov) | 0:1 0:2 1:2 1:3 | 22:28' David Pastrňák (Mike Reilly) 34:05' Patrice Bergeron (Mike Reilly, David Pastrňák) 52:25' Patrice Bergeron (bez asistence) |  |
| 8 min                                            | 8 min                                            | Tresty          | 10 min |  |
| 41                                               | 41                                               | Střely          | 19 |  |

Do semifinále konference play off postoupil tým Boston Bruins, když zvítězil 4:1 na zápasy.

#### Pittsburgh Penguins - New York Islanders
| 16. května 2021 18:00 | Pittsburgh Penguins | 3:4 PP (1:1, 1:0, 1:2 - 0:1) | New York Islanders | PPG Paints Arena, Pittsburgh Návštěvnost: 4 672 |  |

| Report | |                             | |  |
| Tristan Jarry | Tristan Jarry | Brankáři                    | Ilja Sorokin |  |
| 11:10' Frédérick Gaudreau (Evan Rodrigues) 23:47' Sidney Crosby (Brian Dumoulin, Jake Guentzel) 56:21' Kasperi Kapanen (Jeff Carter, Cody Ceci) | 11:10' Frédérick Gaudreau (Evan Rodrigues) 23:47' Sidney Crosby (Brian Dumoulin, Jake Guentzel) 56:21' Kasperi Kapanen (Jeff Carter, Cody Ceci) | 0:1 1:1 2:1 2:2 2:3 3:3 3:4 | 07:58' Kyle Palmieri (Jean-Gabriel Pageau, Noah Dobson) 43:33' Jean-Gabriel Pageau (Scott Mayfield) 55:50' Brock Nelson (Anthony Beauvillier, Ryan Pulock) 76:30' Kyle Palmieri (Jean-Gabriel Pageau, Oliver Wahlstrom) |  |
| 4 min | 4 min | Tresty                      | 6 min |  |
| 42 | 42 | Střely                      | 41 |  |

| 19. května 2021 01:30 | Pittsburgh Penguins | 2:1 (2:0, 0:1, 0:0) | New York Islanders | PPG Paints Arena, Pittsburgh Návštěvnost: 9 344 |  |

| Report                                                                               |                                                                                      |             |                                                   |  |
| Tristan Jarry                                                                        | Tristan Jarry                                                                        | Brankáři    | Semjon Varlamov                                   |  |
| 03:22' Bryan Rust (bez asistence) 13:07' Jeff Carter (Jared McCann, Kasperi Kapanen) | 03:22' Bryan Rust (bez asistence) 13:07' Jeff Carter (Jared McCann, Kasperi Kapanen) | 1:0 2:0 2:1 | 34:44' Josh Bailey (Brock Nelson, Scott Mayfield) |  |
| 6 min                                                                                | 6 min                                                                                | Tresty      | 8 min                                             |  |
| 45                                                                                   | 45                                                                                   | Střely      | 38                                                |  |

| 21. května 2021 01:00 | New York Islanders | 4:5 (0:1, 1:2, 3:2) | Pittsburgh Penguins | Nassau Coliseum, New York Návštěvnost: 6 800 |  |

| Report | |                                     | |  |
| Semjon Varlamov | Semjon Varlamov | Brankáři                            | Tristan Jarry |  |
| 31:03' Scott Mayfield (Mathew Barzal, Jordan Eberle) 43:46' Cal Clutterbuck (Casey Cizikas, Scott Mayfield) 45:54' Anthony Beauvillier (Mathew Barzal, Noah Dobson) 54:17' Cal Clutterbuck (Scott Mayfield) | 31:03' Scott Mayfield (Mathew Barzal, Jordan Eberle) 43:46' Cal Clutterbuck (Casey Cizikas, Scott Mayfield) 45:54' Anthony Beauvillier (Mathew Barzal, Noah Dobson) 54:17' Cal Clutterbuck (Scott Mayfield) | 0:1 1:1 1:2 1:3 2:3 3:3 3:4 4:4 4:5 | 02:01' Kris Letang (bez asistence) 33:33' Jeff Carter (Frédérick Gaudreau, Marcus Pettersson) 38:03' Jason Zucker (Jevgenij Malkin, Kris Letang) 47:00' Jeff Carter (Jevgenij Malkin) 56:24' Brandon Tanev (Kris Letang) |  |
| 16 min | 16 min | Tresty                              | 22 min |  |
| 30 | 30 | Střely                              | 27 |  |

| 22. května 2021 21:00 | New York Islanders | 4:1 (0:0, 2:0, 2:1) | Pittsburgh Penguins | Nassau Coliseum, New York Návštěvnost: 6 800 |  |

| Report | |                     |                                             |  |
| Ilja Sorokin | Ilja Sorokin | Brankáři            | Tristan Jarry                               |  |
| 28:07' Josh Bailey (Brock Nelson, Anthony Beauvillier) 34:51' Ryan Pulock (Oliver Wahlstrom, Nick Leddy) 46:04' Oliver Wahlstrom (Mathew Barzal, Ryan Pulock) 46:28' Jordan Eberle (Mathew Barzal, Jean-Gabriel Pageau) | 28:07' Josh Bailey (Brock Nelson, Anthony Beauvillier) 34:51' Ryan Pulock (Oliver Wahlstrom, Nick Leddy) 46:04' Oliver Wahlstrom (Mathew Barzal, Ryan Pulock) 46:28' Jordan Eberle (Mathew Barzal, Jean-Gabriel Pageau) | 1:0 2:0 3:0 4:0 4:1 | 57:25' Zachary Aston-Reese (Brian Dumoulin) |  |
| 4 min | 4 min | Tresty              | 12 min                                      |  |
| 27 | 27 | Střely              | 30                                          |  |

| 25. května 2021 01:00 | Pittsburgh Penguins | 2:3 PP (1:1, 1:0, 0:1 - 0:0, 0:1) | New York Islanders | PPG Paints Arena, Pittsburgh Návštěvnost: 9 344 |  |

| Report                                                                                          |                                                                                                 |                     | |  |
| Tristan Jarry                                                                                   | Tristan Jarry                                                                                   | Brankáři            | Ilja Sorokin |  |
| 08:20' Jevgenij Malkin (Kris Letang, Bryan Rust) 27:37' Bryan Rust (Sidney Crosby, Kris Letang) | 08:20' Jevgenij Malkin (Kris Letang, Bryan Rust) 27:37' Bryan Rust (Sidney Crosby, Kris Letang) | 1:0 1:1 2:1 2:2 2:3 | 19:05' Anthony Beauvillier (Josh Bailey, Nick Leddy) 48:50' Jordan Eberle (Leo Komarov, Jean-Gabriel Pageau) 80:51' Josh Bailey (bez asistence) |  |
| 4 min                                                                                           | 4 min                                                                                           | Tresty              | 4 min |  |
| 50                                                                                              | 50                                                                                              | Střely              | 28 |  |

| 27. května 2021 01:00 | New York Islanders | 5:3 (2:2, 3:1, 0:0) | Pittsburgh Penguins | Nassau Coliseum, New York Návštěvnost: 9 000 |  |

| Report | |                                 | |  |
| Ilja Sorokin | Ilja Sorokin | Brankáři                        | Tristan Jarry |  |
| 05:16' Anthony Beauvillier (Brock Nelson, Josh Bailey) 12:25' Kyle Palmieri (Jean-Gabriel Pageau) 28:35' Brock Nelson (Josh Bailey, Anthony Beauvillier) 28:48' Ryan Pulock (Jean-Gabriel Pageau, Travis Zajac) 31:34' Brock Nelson (Anthony Beauvillier) | 05:16' Anthony Beauvillier (Brock Nelson, Josh Bailey) 12:25' Kyle Palmieri (Jean-Gabriel Pageau) 28:35' Brock Nelson (Josh Bailey, Anthony Beauvillier) 28:48' Ryan Pulock (Jean-Gabriel Pageau, Travis Zajac) 31:34' Brock Nelson (Anthony Beauvillier) | 0:1 1:1 1:2 2:2 2:3 3:3 4:3 5:3 | 01:27' Jeff Carter (Kasperi Kapanen, Jason Zucker) 11:12' Jake Guentzel (Kris Letang, Jevgenij Malkin) 21:53' Jason Zucker (Cody Ceci, Jevgenij Malkin) |  |
| 4 min | 4 min | Tresty                          | 4 min |  |
| 24 | 24 | Střely                          | 37 |  |

Do semifinále konference play off postoupil tým New York Islanders, když zvítězil 4:2 na zápasy.

#### Vegas Golden Knights - Minnesota Wild
| 16. května 2021 21:00 | Vegas Golden Knights | 0:1 PP (0:0, 0:0, 0:0 - 0:1) | Minnesota Wild | T-Mobile Arena, Las Vegas Návštěvnost: 8 683 |  |

| Report            |                   |          |                                                           |  |
| Marc-Andre Fleury | Marc-Andre Fleury | Brankáři | Cam Talbot                                                |  |
|                   |                   | 0:1      | 63:20' Joel Eriksson Ek (Marcus Foligno, Jordan Greenway) |  |
| 4 min             | 4 min             | Tresty   | 6 min                                                     |  |
| 42                | 42                | Střely   | 30                                                        |  |

| 19. května 2021 04:00 | Vegas Golden Knights | 3:1 (0:0, 2:1, 1:0) | Minnesota Wild | T-Mobile Arena, Las Vegas Návštěvnost: 8 683 |  |

| Report | |                 |                                  |  |
| Marc-Andre Fleury | Marc-Andre Fleury | Brankáři        | Cam Talbot                       |  |
| 32:25' Jonathan Marchessault (Reilly Smith, William Karlsson) 37:19' Alex Tuch (Mattias Janmark, Alex Pietrangelo) 59:07' Alex Tuch (Chandler Stephenson, Mark Stone) | 32:25' Jonathan Marchessault (Reilly Smith, William Karlsson) 37:19' Alex Tuch (Mattias Janmark, Alex Pietrangelo) 59:07' Alex Tuch (Chandler Stephenson, Mark Stone) | 0:1 1:1 2:1 3:1 | 32:07' Matt Dumba (Jonas Brodin) |  |
| 4 min | 4 min | Tresty          | 6 min                            |  |
| 28 | 28 | Střely          | 35                               |  |

| 21. května 2021 03:30 | Minnesota Wild | 2:5 (2:0, 0:3, 0:2) | Vegas Golden Knights | Xcel Energy Center, Saint Paul Návštěvnost: 4 500 |  |

| Report                                                                                                   | |                             | |  |
| Cam Talbot                                                                                               | Cam Talbot                                                                                               | Brankáři                    | Marc-Andre Fleury |  |
| 02:16' Ryan Hartman (Kirill Kaprizov, Jonas Brodin) 08:30' Joel Eriksson Ek (Marcus Foligno, Matt Dumba) | 02:16' Ryan Hartman (Kirill Kaprizov, Jonas Brodin) 08:30' Joel Eriksson Ek (Marcus Foligno, Matt Dumba) | 1:0 2:0 2:1 2:2 2:3 2:4 2:5 | 28:39' Mark Stone (Chandler Stephenson, Brayden McNabb) 35:19' Patrick Brown (Nick Holden, William Carrier 37:33' Reilly Smith (Nick Holden, William Karlsson) 57:36' William Karlsson (Reilly Smith, Marc-Andre Fleury) 59:01' Mark Stone (bez asistence) |  |
| 10 min                                                                                                   | 10 min                                                                                                   | Tresty                      | 4 min |  |
| 16 | 16 | Střely                      | 39 |  |

| 23. května 2021 02:00 | Minnesota Wild | 0:4 (0:1, 0:2, 0:1) | Vegas Golden Knights | Xcel Energy Center, Saint Paul Návštěvnost: 4 500 |  |

| Report     |            |                 | |  |
| Cam Talbot | Cam Talbot | Brankáři        | Marc-Andre Fleury |  |
|            |            | 0:1 0:2 0:3 0:4 | 10:37' Nicolas Roy (Keegan Kolesar) 29:08' Alex Tuch (Chandler Stephenson, Zach Whitecloud) 33:41' Mark Stone (bez asistence) 58:32' Nicolas Roy (Mattias Janmark, Shea Theodore) |  |
| 2 min      | 2 min      | Tresty          | 6 min |  |
| 35         | 35         | Střely          | 17 |  |

| 25. května 2021 04:30 | Vegas Golden Knights | 2:4 (1:3, 1:0, 0:1) | Minnesota Wild | T-Mobile Arena, Las Vegas Návštěvnost: 12 156 |  |

| Report                                                                                                  | |                         | |  |
| Marc-Andre Fleury                                                                                       | Marc-Andre Fleury                                                                                       | Brankáři                | Cam Talbot |  |
| 08:14' Mark Stone (Alex Tuch, Nick Holden) 29:43' Alec Martinez (Alex Pietrangelo, Chandler Stephenson) | 08:14' Mark Stone (Alex Tuch, Nick Holden) 29:43' Alec Martinez (Alex Pietrangelo, Chandler Stephenson) | 1:0 1:1 1:2 1:3 2:3 2:4 | 09:06' Kirill Kaprizov (Mats Zuccarello) 11:57' Zach Parise (Jonas Brodin, Matt Dumba) 16:34' Jordan Greenway (Calen Addison) 59:21' Nico Sturm (bez asistence) |  |
| 0 min                                                                                                   | 0 min                                                                                                   | Tresty                  | 4 min |  |
| 40 | 40 | Střely                  | 13 |  |

| 27. května 2021 03:00 | Minnesota Wild | 3:0 (0:0, 0:0, 3:0) | Vegas Golden Knights | Xcel Energy Center, Saint Paul Návštěvnost: 4 500 |  |

| Report | |             |                   |  |
| Cam Talbot | Cam Talbot | Brankáři    | Marc-Andre Fleury |  |
| 44:21' Ryan Hartman (Kevin Fiala, Zach Parise) 49:35' Kevin Fiala (Jared Spurgeon, Mats Zuccarello) 55:17' Nick Bjugstad (Nico Sturm, Jared Spurgeon) | 44:21' Ryan Hartman (Kevin Fiala, Zach Parise) 49:35' Kevin Fiala (Jared Spurgeon, Mats Zuccarello) 55:17' Nick Bjugstad (Nico Sturm, Jared Spurgeon) | 1:0 2:0 3:0 |                   |  |
| 9 min | 9 min | Tresty      | 9 min             |  |
| 24 | 24 | Střely      | 23                |  |

| 29. května 2021 03:00 | Vegas Golden Knights | 6:2 (1:1, 3:1, 2:0) | Minnesota Wild | T-Mobile Arena, Las Vegas Návštěvnost: 12 156 |  |

| Report | |                                 | |  |
| Marc-Andre Fleury | Marc-Andre Fleury | Brankáři                        | Cam Talbot                                                                                                 |  |
| 05:09' Mattias Janmark (Nicolas Roy, Nick Holden) 22:05' Nicolas Hague (William Karlsson) 27:44' Max Pacioretty (Chandler Stephenson, Shea Theodore) 33:38' Zach Whitecloud (Shea Theodore, Chandler Stephenson) 52:36' Mattias Janmark (Nicolas Roy) 56:53' Mattias Janmark (Alex Tuch, Alex Pietrangelo) | 05:09' Mattias Janmark (Nicolas Roy, Nick Holden) 22:05' Nicolas Hague (William Karlsson) 27:44' Max Pacioretty (Chandler Stephenson, Shea Theodore) 33:38' Zach Whitecloud (Shea Theodore, Chandler Stephenson) 52:36' Mattias Janmark (Nicolas Roy) 56:53' Mattias Janmark (Alex Tuch, Alex Pietrangelo) | 1:0 1:1 2:1 2:2 3:2 4:2 5:2 6:2 | 16:49' Zach Parise (Joel Eriksson Ek, Ryan Suter) 24:35' Kirill Kaprizov (Mats Zuccarello, Jared Spurgeon) |  |
| 10 min | 10 min | Tresty                          | 8 min |  |
| 34 | 34 | Střely                          | 21 |  |

Do semifinále konference play off postoupil tým Vegas Golden Knights, když zvítězil 4:3 na zápasy.

#### Florida Panthers - Tampa Bay Lightning
| 17. května 2021 01:30 | Florida Panthers | 4:5 (2:1, 0:2, 2:2) | Tampa Bay Lightning | BB&T Center, Sunrise Návštěvnost: 9 646 |  |

| Report | |                                     | |  |
| Sergej Bobrovskij | Sergej Bobrovskij | Brankáři                            | Andrej Vasilevskij |  |
| 09:41' Aleksander Barkov (Jonathan Huberdeau, Keith Yandle) 16:31' Carter Verhaeghe (Aleksander Barkov, Keith Yandle) 41:27' Jonathan Huberdeau (Sam Bennett, Owen Tippett) 44:09' Owen Tippett (Jonathan Huberdeau, Sam Bennett) | 09:41' Aleksander Barkov (Jonathan Huberdeau, Keith Yandle) 16:31' Carter Verhaeghe (Aleksander Barkov, Keith Yandle) 41:27' Jonathan Huberdeau (Sam Bennett, Owen Tippett) 44:09' Owen Tippett (Jonathan Huberdeau, Sam Bennett) | 0:1 1:1 2:1 2:2 2:3 3:3 4:3 4:4 4:5 | 07:42' Blake Coleman (Yanni Gourde, Ryan McDonagh) 24:58' Nikita Kučerov (Victor Hedman, Steven Stamkos) 34:51' Nikita Kučerov (Victor Hedman) 53:00' Brayden Point (Nikita Kučerov, Victor Hedman) 58:46' Brayden Point (Ryan McDonagh) |  |
| 18 min | 18 min | Tresty                              | 16 min |  |
| 39 | 39 | Střely                              | 39 |  |

| 19. května 2021 02:00 | Florida Panthers | 1:3 (0:2, 1:0, 0:1) | Tampa Bay Lightning | BB&T Center, Sunrise Návštěvnost: 9 646 |  |

| Report                                                       |                                                              |                 | |  |
| Chris Driedger                                               | Chris Driedger                                               | Brankáři        | Andrej Vasilevskij |  |
| 34:21' Mason Marchment (Carter Verhaeghe, Aleksander Barkov) | 34:21' Mason Marchment (Carter Verhaeghe, Aleksander Barkov) | 0:1 0:2 1:2 1:3 | 04:52' Steven Stamkos (Alex Killorn, David Savard) 14:57' Ondřej Palát (Brayden Point, Nikita Kučerov) 58:35' Yanni Gourde (Ondřej Palát) |  |
| 18 min                                                       | 18 min                                                       | Tresty          | 8 min |  |
| 33                                                           | 33                                                           | Střely          | 29 |  |

| 21. května 2021 00:30 | Tampa Bay Lightning | 5:6 PP (0:2, 5:1, 0:2 - 0:1) | Florida Panthers | Amalie Arena, Tampa Návštěvnost: 9 508 |  |

| Report | |                                             | |  |
| Andrej Vasilevskij | Andrej Vasilevskij | Brankáři                                    | Chris Driedger, Sergej Bobrovskij |  |
| 21:57' Anthony Cirelli (Victor Hedman, Alex Killorn) 25:46' Ross Colton (Blake Coleman) 28:38' Steven Stamkos (Ryan McDonagh) 34:17' Brayden Point (Nikita Kučerov, Victor Hedman) 38:17' Alex Killorn (Victor Hedman, Brayden Point) | 21:57' Anthony Cirelli (Victor Hedman, Alex Killorn) 25:46' Ross Colton (Blake Coleman) 28:38' Steven Stamkos (Ryan McDonagh) 34:17' Brayden Point (Nikita Kučerov, Victor Hedman) 38:17' Alex Killorn (Victor Hedman, Brayden Point) | 0:1 0:2 1:2 2:2 3:2 3:3 4:3 5:3 5:4 5:5 5:6 | 04:31' Sam Bennett (Jonathan Huberdeau, Owen Tippett) 07:05' Radko Gudas (Gustav Forsling, Jonathan Huberdeau) 32:34' Alexander Wennberg (MacKenzie Weegar, Owen Tippett) 41:45' Patric Hörnqvist (Jonathan Huberdeau, Aleksander Barkov) 56:53' Gustav Forsling (Alexander Wennberg, Patric Hörnqvist) 65:56' Ryan Lomberg (Frank Vatrano, Radko Gudas) |  |
| 6 min | 6 min | Tresty                                      | 8 min |  |
| 31 | 31 | Střely                                      | 47 |  |

| 22. května 2021 18:30 | Tampa Bay Lightning | 6:2 (3:1, 2:1, 1:0) | Florida Panthers | Amalie Arena, Tampa Návštěvnost: 9 762 |  |

| Report | |                                 | |  |
| Andrej Vasilevskij | Andrej Vasilevskij | Brankáři                        | Sergej Bobrovskij, Chris Driedger                                                                                         |  |
| 03:00' Anthony Cirelli (Alex Killorn, Erik Černák) 07:24' Yanni Gourde (Nikita Kučerov, Michail Sergačjov) 16:45' Ondřej Palát (Erik Černák, Nikita Kučerov) 25:41' Alex Killorn (Nikita Kučerov, Victor Hedman) 27:15' Alex Killorn (Steven Stamkos, Anthony Cirelli) 44:47' Nikita Kučerov (Steven Stamkos, Alex Killorn) | 03:00' Anthony Cirelli (Alex Killorn, Erik Černák) 07:24' Yanni Gourde (Nikita Kučerov, Michail Sergačjov) 16:45' Ondřej Palát (Erik Černák, Nikita Kučerov) 25:41' Alex Killorn (Nikita Kučerov, Victor Hedman) 27:15' Alex Killorn (Steven Stamkos, Anthony Cirelli) 44:47' Nikita Kučerov (Steven Stamkos, Alex Killorn) | 1:0 2:0 2:1 3:1 4:1 5:1 5:2 6:2 | 08:49' Jonathan Huberdeau (Patric Hörnqvist, Sam Bennett) 38:45' Carter Verhaeghe (Aleksander Barkov, Jonathan Huberdeau) |  |
| 28 min | 28 min | Tresty                          | 26 min |  |
| 26 | 26 | Střely                          | 41 |  |

| 25. května 2021 02:00 | Florida Panthers | 4:1 (0:1, 2:0, 2:0) | Tampa Bay Lightning | BB&T Center, Sunrise Návštěvnost: 11 551 |  |

| Report | |                     |                                                   |  |
| Spencer Knight | Spencer Knight | Brankáři            | Andrej Vasilevskij                                |  |
| 26:19' MacKenzie Weegar (Jonathan Huberdeau, Sam Bennett) 36:55' Mason Marchment (Aleksander Barkov, MacKenzie Weegar) 40:35' Patric Hörnqvist (Aleksander Barkov, Jonathan Huberdeau) 59:45' Frank Vatrano (Patric Hörnqvist) | 26:19' MacKenzie Weegar (Jonathan Huberdeau, Sam Bennett) 36:55' Mason Marchment (Aleksander Barkov, MacKenzie Weegar) 40:35' Patric Hörnqvist (Aleksander Barkov, Jonathan Huberdeau) 59:45' Frank Vatrano (Patric Hörnqvist) | 0:1 1:1 2:1 3:1 4:1 | 00:53' Ross Colton (Blake Coleman, Ryan McDonagh) |  |
| 6 min | 6 min | Tresty              | 22 min                                            |  |
| 37 | 37 | Střely              | 37                                                |  |

| 27. května 2021 02:00 | Tampa Bay Lightning | 4:0 (1:0, 1:0, 2:0) | Florida Panthers | Amalie Arena, Tampa Návštěvnost: 10 092 |  |

| Report | |                 |                |  |
| Andrej Vasilevskij | Andrej Vasilevskij | Brankáři        | Spencer Knight |  |
| 06:16' Patrick Maroon (Tyler Johnson, Michail Sergačjov) 33:27' Steven Stamkos (Victor Hedman, Nikita Kučerov) 54:36' Brayden Point (Nikita Kučerov, Erik Černák) 58:18' Alex Killorn (Erik Černák, Steven Stamkos) | 06:16' Patrick Maroon (Tyler Johnson, Michail Sergačjov) 33:27' Steven Stamkos (Victor Hedman, Nikita Kučerov) 54:36' Brayden Point (Nikita Kučerov, Erik Černák) 58:18' Alex Killorn (Erik Černák, Steven Stamkos) | 1:0 2:0 3:0 4:0 |                |  |
| 4 min | 4 min | Tresty          | 6 min          |  |
| 23 | 23 | Střely          | 29             |  |

Do semifinále konference play off postoupil tým Tampa Bay Lightning, když zvítězil 4:2 na zápasy.

## Čtvrtfinále - Západní konference
Všechny časy zápasů jsou uvedeny ve středoevropském letním čase (UTC +2).

#### Carolina Hurricanes - Nashville Predators
| 18. května 2021 02:00 | Carolina Hurricanes | 5:2 (1:1, 1:1, 3:0) | Nashville Predators | PNC Arena, Raleigh Návštěvnost: 12 000 |  |

| Report | |                             | |  |
| Alex Nedeljkovic | Alex Nedeljkovic | Brankáři                    | Juuse Saros                                                                                           |  |
| 13:41' Teuvo Teräväinen (Brett Pesce, Steven Lorentz) 24:19' Jordan Staal (Brett Pesce) 42:26' Nino Niederreiter (Martin Nečas, Vincent Trocheck) 48:00' Jordan Staal (bez asistence) 58:13' Andrej Svečnikov (bez asistence) | 13:41' Teuvo Teräväinen (Brett Pesce, Steven Lorentz) 24:19' Jordan Staal (Brett Pesce) 42:26' Nino Niederreiter (Martin Nečas, Vincent Trocheck) 48:00' Jordan Staal (bez asistence) 58:13' Andrej Svečnikov (bez asistence) | 0:1 1:1 2:1 2:2 3:2 4:2 5:2 | 12:14' Filip Forsberg (Ryan Johansen, Ryan Ellis) 28:41' Erik Haula (Matt Duchene, Alexandre Carrier) |  |
| 10 min | 10 min | Tresty                      | 14 min                                                                                                |  |
| 38 | 38 | Střely                      | 24 |  |

| 20. května 2021 02:00 | Carolina Hurricanes | 3:0 (1:0, 0:0, 2:0) | Nashville Predators | PNC Arena, Raleigh Návštěvnost: 12 000 |  |

| Report | |             |             |  |
| Alex Nedeljkovic | Alex Nedeljkovic | Brankáři    | Juuse Saros |  |
| 08:03' Sebastian Aho (Andrej Svečnikov, Dougie Hamilton) 59:07' Sebastian Aho (Brett Pesce) 59:32' Warren Foegele (Jordan Staal, Jesper Fast) | 08:03' Sebastian Aho (Andrej Svečnikov, Dougie Hamilton) 59:07' Sebastian Aho (Brett Pesce) 59:32' Warren Foegele (Jordan Staal, Jesper Fast) | 1:0 2:0 3:0 |             |  |
| 18 min | 18 min | Tresty      | 10 min      |  |
| 30 | 30 | Střely      | 32          |  |

| 22. května 2021 01:00 | Nashville Predators | 5:4 PP (2:1, 1:2, 1:1 - 0:0, 1:0) | Carolina Hurricanes | Bridgestone Arena, Nashville Návštěvnost: 12 135 |  |

| Report | |                                     | |  |
| Juuse Saros | Juuse Saros | Brankáři                            | Alex Nedeljkovic |  |
| 04:35' Ryan Ellis (Tanner Jeannot, Colton Sissons) 19:35' Filip Forsberg (Mattias Ekholm, Juuse Saros) 34:42' Mikael Granlund (Erik Haula, Roman Josi) 45:01' Ryan Johansen (Ryan Ellis, Filip Forsberg) 94:54' Matt Duchene (bez asistence) | 04:35' Ryan Ellis (Tanner Jeannot, Colton Sissons) 19:35' Filip Forsberg (Mattias Ekholm, Juuse Saros) 34:42' Mikael Granlund (Erik Haula, Roman Josi) 45:01' Ryan Johansen (Ryan Ellis, Filip Forsberg) 94:54' Matt Duchene (bez asistence) | 1:0 1:1 2:1 2:2 2:3 3:3 4:3 4:4 5:4 | 15:44' Sebastian Aho (bez asistence) 23:31' Jordan Staal (Warren Foegele) 32:46' Vincent Trocheck (Andrej Svečnikov, Sebastian Aho) 56:39' Brett Pesce (Teuvo Teräväinen, Sebastian Aho) |  |
| 6 min | 6 min | Tresty                              | 14 min |  |
| 53 | 53 | Střely                              | 56 |  |

| 23. května 2021 20:30 | Nashville Predators | 4:3 PP (1:1, 1:1, 1:1 - 0:0, 1:0) | Carolina Hurricanes | Bridgestone Arena, Nashville Návštěvnost: 12 135 |  |

| Report | |                             | |  |
| Juuse Saros | Juuse Saros | Brankáři                    | Alex Nedeljkovic |  |
| 00:57' Luke Kunin (Mikael Granlund, Ryan Ellis) 24:53' Ryan Johansen (Matt Duchene, Mattias Ekholm) 43:15' Nick Cousins (Erik Haula, Mattias Ekholm) 96:10' Luke Kunin (Mikael Granlund, Calle Järnkrök) | 00:57' Luke Kunin (Mikael Granlund, Ryan Ellis) 24:53' Ryan Johansen (Matt Duchene, Mattias Ekholm) 43:15' Nick Cousins (Erik Haula, Mattias Ekholm) 96:10' Luke Kunin (Mikael Granlund, Calle Järnkrök) | 1:0 1:1 2:1 2:2 2:3 3:3 4:3 | 18:03' Vincent Trocheck (Martin Nečas) 38:05' Brock McGinn (Steven Lorentz, Jordan Martinook) 40:13' Brock McGinn (Jordan Martinook, Jordan Staal) |  |
| 10 min | 10 min | Tresty                      | 6 min |  |
| 43 | 43 | Střely                      | 61 |  |

| 26. května 2021 02:00 | Carolina Hurricanes | 3:2 PP (1:1, 0:1, 1:0 - 1:0) | Nashville Predators | PNC Arena, Raleigh Návštěvnost: 12 000 |  |

| Report | |                     |                                                                       |  |
| Alex Nedeljkovic                                                                                              | Alex Nedeljkovic                                                                                              | Brankáři            | Juuse Saros                                                           |  |
| 14:21' Martin Nečas (Dougie Hamilton) 52:55' Martin Nečas (Jaccob Slavin) 61:44' Jordan Staal (bez asistence) | 14:21' Martin Nečas (Dougie Hamilton) 52:55' Martin Nečas (Jaccob Slavin) 61:44' Jordan Staal (bez asistence) | 0:1 1:1 1:2 2:2 3:2 | 11:44' Jakov Trenin (Roman Josi) 20:53' Jakov Trenin (Colton Sissons) |  |
| 8 min | 8 min | Tresty              | 8 min                                                                 |  |
| 37 | 37 | Střely              | 25                                                                    |  |

| 28. května 2021 03:30 | Nashville Predators | 3:4 PP (1:1, 2:1, 0:1 - 0:1) | Carolina Hurricanes | Bridgestone Arena, Nashville Návštěvnost: 14 107 |  |

| Report | |                             | |  |
| Juuse Saros | Juuse Saros | Brankáři                    | Alex Nedeljkovic |  |
| 01:44' Nick Cousins (Erik Haula, Ben Harpur) 21:13' Mikael Granlund (Ryan Ellis) 27:32' Ryan Johansen (Roman Josi, Mikael Granlund) | 01:44' Nick Cousins (Erik Haula, Ben Harpur) 21:13' Mikael Granlund (Ryan Ellis) 27:32' Ryan Johansen (Roman Josi, Mikael Granlund) | 1:0 1:1 2:1 3:1 3:2 3:3 3:4 | 04:21' Brock McGinn (Martin Nečas) 33:34' Sebastian Aho (Dougie Hamilton) 53:59' Dougie Hamilton (Jaccob Slavin, Brock McGinn) 61:06' Sebastian Aho (Jaccob Slavin) |  |
| 6 min | 6 min | Tresty                      | 8 min |  |
| 27 | 27 | Střely                      | 31 |  |

Do semifinále konference play off postoupil tým Carolina Hurricanes, když zvítězil 4:2 na zápasy.

#### Colorado Avalanche - St. Louis Blues
| 18. května 2021 04:00 | Colorado Avalanche | 4:1 (1:0, 0:1, 3:0) | St. Louis Blues | Ball Arena, Denver Návštěvnost: 7 741 |  |

| Report | |                     |                                                    |  |
| Philipp Grubauer | Philipp Grubauer | Brankáři            | Jordan Binnington                                  |  |
| 15:15' Cale Makar (Mikko Rantanen) 40:30' Nathan MacKinnon (Mikko Rantanen, Gabriel Landeskog) 48:30' Gabriel Landeskog (Nathan MacKinnon, Samuel Girard) 59:20' Nathan MacKinnon (Gabriel Landeskog) | 15:15' Cale Makar (Mikko Rantanen) 40:30' Nathan MacKinnon (Mikko Rantanen, Gabriel Landeskog) 48:30' Gabriel Landeskog (Nathan MacKinnon, Samuel Girard) 59:20' Nathan MacKinnon (Gabriel Landeskog) | 1:0 1:1 2:1 3:1 4:1 | 36:31' Jordan Kyrou (Ivan Barbašev, Robert Thomas) |  |
| 9 min | 9 min | Tresty              | 11 min                                             |  |
| 49 | 49 | Střely              | 23                                                 |  |

| 20. května 2021 04:30 | Colorado Avalanche | 6:3 (2:0, 1:1, 3:2) | St. Louis Blues | Ball Arena, Denver Návštěvnost: 7 739 |  |

| Report | |                                     | |  |
| Philipp Grubauer | Philipp Grubauer | Brankáři                            | Jordan Binnington |  |
| 00:35' Joonas Donskoi (Ryan Graves, Nazem Kadri) 18:05' Nathan MacKinnon (Cale Makar, Joonas Donskoi) 23:14' Joonas Donskoi (Nathan MacKinnon, Mikko Rantanen) 55:25' Nathan MacKinnon (Devon Toews, Gabriel Landeskog) 57:51' Brandon Saad (Tyson Jost) 59:48' Nathan MacKinnon (Mikko Rantanen, Gabriel Landeskog) | 00:35' Joonas Donskoi (Ryan Graves, Nazem Kadri) 18:05' Nathan MacKinnon (Cale Makar, Joonas Donskoi) 23:14' Joonas Donskoi (Nathan MacKinnon, Mikko Rantanen) 55:25' Nathan MacKinnon (Devon Toews, Gabriel Landeskog) 57:51' Brandon Saad (Tyson Jost) 59:48' Nathan MacKinnon (Mikko Rantanen, Gabriel Landeskog) | 1:0 2:0 3:0 3:1 3:2 4:2 4:3 5:3 6:3 | 36:17' Sammy Blais (Kyle Clifford, Torey Krug) 50:07' Brayden Schenn (Tyler Bozak, Torey Krug) 55:40' Mike Hoffman (Niko Mikkola, Robert Thomas) |  |
| 7 min | 7 min | Tresty                              | 4 min |  |
| 33 | 33 | Střely                              | 35 |  |

| 22. května 2021 03:30 | St. Louis Blues | 1:5 (0:0, 1:3, 0:2) | Colorado Avalanche | Enterprise Center, St. Louis Návštěvnost: 9 000 |  |

| Report                                             |                                                    |                         | |  |
| Jordan Binnington                                  | Jordan Binnington                                  | Brankáři                | Philipp Grubauer |  |
| 36:17' Tyler Bozak (Ryan O'Reilly, Colton Parayko) | 36:17' Tyler Bozak (Ryan O'Reilly, Colton Parayko) | 0:1 0:2 0:3 1:3 1:4 1:5 | 21:57' Ryan Graves (bez asistence) 32:37' Alex Newhook (Ryan Graves, Valerij Ničuškin) 36:08' Tyson Jost (Mikko Rantanen, Gabriel Landeskog) 53:42' Brandon Saad (Andre Burakovsky, Carl Söderberg) 59:06' J. T. Compher (Ryan Graves, Pierre-Edouard Bellemare) |  |
| 10 min                                             | 10 min                                             | Tresty                  | 8 min |  |
| 32                                                 | 32                                                 | Střely                  | 25 |  |

| 23. května 2021 23:00 | St. Louis Blues | 2:5 (0:0, 1:2, 1:3) | Colorado Avalanche | Enterprise Center, St. Louis Návštěvnost: 9 000 |  |

| Report                                                                                             | |                             | |  |
| Jordan Binnington                                                                                  | Jordan Binnington                                                                                  | Brankáři                    | Philipp Grubauer |  |
| 24:25' Vladimir Tarasenko (Ryan O'Reilly) 48:39' Vladimir Tarasenko (Robert Thomas, Ryan O'Reilly) | 24:25' Vladimir Tarasenko (Ryan O'Reilly) 48:39' Vladimir Tarasenko (Robert Thomas, Ryan O'Reilly) | 1:0 1:1 1:2 1:3 2:3 2:4 2:5 | 31:37' Brandon Saad (Cale Makar, Philipp Grubauer) 34:53' Gabriel Landeskog (Samuel Girard, Mikko Rantanen) 44:20' Mikko Rantanen (Nathan MacKinnon, Gabriel Landeskog) 59:04' Nathan MacKinnon (bez asistence) 59:54' Valerij Ničuškin (bez asistence) |  |
| 8 min                                                                                              | 8 min                                                                                              | Tresty                      | 6 min |  |
| 20                                                                                                 | 20                                                                                                 | Střely                      | 32 |  |

Do semifinále konference play off postoupil tým Colorado Avalanche, když zvítězil 4:0 na zápasy.

#### Edmonton Oilers - Winnipeg Jets
| 20. května 2021 03:00 | Edmonton Oilers | 1:4 (0:0, 1:1, 0:3) | Winnipeg Jets | Rogers Place, Edmonton Návštěvnost: Bez diváků |  |

| Report                                                |                                                       |                     | |  |
| Mike Smith                                            | Mike Smith                                            | Brankáři            | Connor Hellebuyck |  |
| 28:24' Jesse Puljujärvi (Tyson Barrie, Darnell Nurse) | 28:24' Jesse Puljujärvi (Tyson Barrie, Darnell Nurse) | 1:0 1:1 1:2 1:3 1:4 | 31:01' Tucker Poolman (Blake Wheeler, Nate Thompson) 49:14' Dominic Toninato (Logan Stanley, Nate Thompson) 58:13' Kyle Connor (Mark Scheifele, Neal Pionk) 58:45' Blake Wheeler (Kyle Connor, Mark Scheifele) |  |
| 0 min                                                 | 0 min                                                 | Tresty              | 2 min |  |
| 33                                                    | 33                                                    | Střely              | 20 |  |

| 22. května 2021 03:00 | Edmonton Oilers | 0:1 PP (0:0, 0:0, 0:0 - 0:1) | Winnipeg Jets | Rogers Place, Edmonton Návštěvnost: Bez diváků |  |

| Report     |            |          |                                                   |  |
| Mike Smith | Mike Smith | Brankáři | Connor Hellebuyck                                 |  |
|            |            | 0:1      | 64:06' Paul Stastny (Andrew Copp, Tucker Poolman) |  |
| 6 min      | 6 min      | Tresty   | 8 min                                             |  |
| 38         | 38         | Střely   | 36                                                |  |

| 24. května 2021 01:30 | Winnipeg Jets | 5:4 PP (0:2, 1:1, 3:1 - 1:0) | Edmonton Oilers | Bell MTS Place, Winnipeg Návštěvnost: Bez diváků |  |

| Report | |                                     | |  |
| Connor Hellebuyck | Connor Hellebuyck | Brankáři                            | Mike Smith |  |
| 37:13' Nikolaj Ehlers (Pierre-Luc Dubois, Neal Pionk) 51:41' Mathieu Perreault (Andrew Copp, Pierre-Luc Dubois) 54:28' Blake Wheeler (Josh Morrissey, Mark Scheifele) 54:44' Josh Morrissey (Adam Lowry) 69:13' Nikolaj Ehlers (Paul Stastny) | 37:13' Nikolaj Ehlers (Pierre-Luc Dubois, Neal Pionk) 51:41' Mathieu Perreault (Andrew Copp, Pierre-Luc Dubois) 54:28' Blake Wheeler (Josh Morrissey, Mark Scheifele) 54:44' Josh Morrissey (Adam Lowry) 69:13' Nikolaj Ehlers (Paul Stastny) | 0:1 0:2 1:2 1:3 1:4 2:4 3:4 4:5 5:4 | 06:33' Leon Draisaitl (Slater Koekkoek, Connor McDavid) 09:10' Leon Draisaitl (Kailer Yamamoto, Connor McDavid) 38:17' Zack Kassian (Leon Draisaitl, Connor McDavid) 44:43' Jujhar Khaira (Adam Larsson, Devin Shore) |  |
| 6 min | 6 min | Tresty                              | 6 min |  |
| 37 | 37 | Střely                              | 48 |  |

| 25. května 2021 03:45 | Winnipeg Jets | 4:3 PP (2:1, 0:2, 1:0 - 0:0, 0:0, 1:0) | Edmonton Oilers | Bell MTS Place, Winnipeg Návštěvnost: Bez diváků |  |

| Report | |                             | |  |
| Connor Hellebuyck | Connor Hellebuyck | Brankáři                    | Mike Smith |  |
| 06:16' Mark Scheifele (Blake Wheeler, Josh Morrissey) 15:55' Mason Appleton (Josh Morrissey, Adam Lowry) 46:01' Mark Scheifele (Kyle Connor, Blake Wheeler) 106:05' Kyle Connor (Neal Pionk) | 06:16' Mark Scheifele (Blake Wheeler, Josh Morrissey) 15:55' Mason Appleton (Josh Morrissey, Adam Lowry) 46:01' Mark Scheifele (Kyle Connor, Blake Wheeler) 106:05' Kyle Connor (Neal Pionk) | 1:0 1:1 2:1 2:2 2:3 3:3 4:3 | 07:33' Connor McDavid (Leon Draisaitl, Jesse Puljujärvi) 23:44' Ryan Nugent-Hopkins (Zack Kassian, Adam Larsson) 36:37' Alex Chiasson (Leon Draisaitl, Ryan Nugent-Hopkins) |  |
| 8 min | 8 min | Tresty                      | 10 min |  |
| 43 | 43 | Střely                      | 40 |  |

Do semifinále konference play off postoupil tým Winnipeg Jets, když zvítězil 4:0 na zápasy.

#### Toronto Maple Leafs - Montreal Canadiens
| 21. května 2021 01:30 | Toronto Maple Leafs | 1:2 (0:1, 1:0, 0:1) | Montreal Canadiens | Scotiabank Arena, Toronto Návštěvnost: Bez diváků |  |

| Report                                                |                                                       |             |                                                                                 |  |
| Jack Campbell                                         | Jack Campbell                                         | Brankáři    | Carey Price                                                                     |  |
| 24:28' William Nylander (Nick Foligno, Morgan Rielly) | 24:28' William Nylander (Nick Foligno, Morgan Rielly) | 0:1 1:1 1:2 | 12:08' Josh Anderson (Eric Staal, Tyler Toffoli) 52:44' Paul Byron (Joel Armia) |  |
| 15 min                                                | 15 min                                                | Tresty      | 13 min                                                                          |  |
| 36                                                    | 36                                                    | Střely      | 30                                                                              |  |

| 23. května 2021 01:00 | Toronto Maple Leafs | 5:1 (1:1, 2:0, 2:0) | Montreal Canadiens | Scotiabank Arena, Toronto Návštěvnost: Bez diváků |  |

| Report | |                         |                                                       |  |
| Jack Campbell | Jack Campbell | Brankáři                | Carey Price                                           |  |
| 12:25' Jason Spezza (Zach Bogosian) 25:15' Auston Matthews (Justin Holl, Mitchell Marner) 33:20' Rasmus Sandin (Mitchell Marner, Auston Matthews) 48:50' William Nylander (Auston Matthews, Morgan Rielly) 58:37' Alexander Kerfoot (William Nylander) | 12:25' Jason Spezza (Zach Bogosian) 25:15' Auston Matthews (Justin Holl, Mitchell Marner) 33:20' Rasmus Sandin (Mitchell Marner, Auston Matthews) 48:50' William Nylander (Auston Matthews, Morgan Rielly) 58:37' Alexander Kerfoot (William Nylander) | 0:1 1:1 2:1 3:1 4:1 5:1 | 07:57' Jesperi Kotkaniemi (Joel Armia, Tyler Toffoli) |  |
| 14 min | 14 min | Tresty                  | 24 min                                                |  |
| 33 | 33 | Střely                  | 23                                                    |  |

| 25. května 2021 01:00 | Montreal Canadiens | 1:2 (0:0, 1:2, 0:0) | Toronto Maple Leafs | Centre Bell, Montréal Návštěvnost: Bez diváků |  |

| Report                                        |                                               |             |                                                                                                 |  |
| Carey Price                                   | Carey Price                                   | Brankáři    | Jack Campbell                                                                                   |  |
| 33:56' Nick Suzuki (Corey Perry, Tomáš Tatar) | 33:56' Nick Suzuki (Corey Perry, Tomáš Tatar) | 0:1 1:1 1:2 | 27:18' William Nylander (Alexander Kerfoot) 36:35' Morgan Rielly (Mitchell Marner, T.J. Brodie) |  |
| 12 min                                        | 12 min                                        | Tresty      | 10 min                                                                                          |  |
| 28                                            | 28                                            | Střely      | 29                                                                                              |  |

| 26. května 2021 01:30 | Montreal Canadiens | 0:4 (0:0, 0:3, 0:1) | Toronto Maple Leafs | Centre Bell, Montréal Návštěvnost: Bez diváků |  |

| Report      |             |                 | |  |
| Carey Price | Carey Price | Brankáři        | Jack Campbell |  |
|             |             | 0:1 0:2 0:3 0:4 | 21:27' William Nylander (Alex Galchenyuk, Alexander Kerfoot) 32:28' Jason Speza (Alex Galchenyuk, Jake Muzzin) 34:56' Joe Thornton (Jason Spezza, Alexander Kerfoot) 56:29' Alex Galchenyuk (Alexander Kerfoot) |  |
| 4 min       | 4 min       | Tresty          | 8 min |  |
| 32          | 32          | Střely          | 27 |  |

| 28. května 2021 01:00 | Toronto Maple Leafs | 3:4 PP (0:2, 1:1, 2:0 - 0:1) | Montreal Canadiens | Scotiabank Arena, Toronto Návštěvnost: Bez diváků |  |

| Report | |                             | |  |
| Jack Campbell | Jack Campbell | Brankáři                    | Carey Price |  |
| 26:32' Zach Hyman (Mitchell Marner, Auston Matthews) 46:52' Jake Muzzin (Wayne Simmonds, William Nylander) 51:54' Jake Muzzin (Alex Galchenyuk, William Nylander) | 26:32' Zach Hyman (Mitchell Marner, Auston Matthews) 46:52' Jake Muzzin (Wayne Simmonds, William Nylander) 51:54' Jake Muzzin (Alex Galchenyuk, William Nylander) | 0:1 0:2 0:3 1:3 2:3 3:3 3:4 | 05:13' Joel Armia (bez asistence) 08:18' Joel Armia (Corey Perry, Eric Staal) 24:52' Jesperi Kotkaniemi (bez asistence) 60:59' Nick Suzuki (Cole Caufield) |  |
| 2 min | 2 min | Tresty                      | 2 min |  |
| 35 | 35 | Střely                      | 30 |  |

| 30. května 2021 01:30 | Montreal Canadiens | 3:2 PP (0:0, 0:0, 2:2 - 1:0) | Toronto Maple Leafs | Centre Bell, Montréal Návštěvnost: 2 500 |  |

| Report      |             |                     |               |  |
| Carey Price | Carey Price | Brankáři            | Jack Campbell |  |
|             |             | 1:0 2:0 2:1 2:2 3:2 |               |  |
| 8 min       | 8 min       | Tresty              | 8 min         |  |
| 31          | 31          | Střely              | 43            |  |

| 1. června 2021 01:00 | Toronto Maple Leafs | 1:3 (0:0, 0:2, 1:1) | Montreal Canadiens | Scotiabank Arena, Toronto Návštěvnost: Bez diváků |  |

| Report        |               |                 |             |  |
| Jack Campbell | Jack Campbell | Brankáři        | Carey Price |  |
|               |               | 0:1 0:2 0:3 1:3 |             |  |
| 2 min         | 2 min         | Tresty          | 4 min       |  |
| 30            | 30            | Střely          | 22          |  |

Do semifinále konference play off postoupil tým Montreal Canadiens, když zvítězil 4:3 na zápasy.

## Semifinále - Východní konference
Všechny časy zápasů jsou uvedeny ve středoevropském letním čase (UTC +2).

#### Boston Bruins - New York Islanders
| 30. května 2021 02:00 | Boston Bruins | 5:2 (1:1, 1:1, 3:0) | New York Islanders | TD Garden, Boston Návštěvnost: 17 400 |  |

| Report      |             |                             |              |  |
| Tuukka Rask | Tuukka Rask | Brankáři                    | Ilja Sorokin |  |
|             |             | 0:1 1:1 2:1 2:2 3:2 4:2 5:2 |              |  |
| 6 min       | 6 min       | Tresty                      | 4 min        |  |
| 39          | 39          | Střely                      | 22           |  |

| 1. června 2021 01:30 | Boston Bruins | 3:4 PP (1:0, 0:3, 2:0 - 0:1) | New York Islanders | TD Garden, Boston Návštěvnost: 17 400 |  |

| Report      |             |                             |                 |  |
| Tuukka Rask | Tuukka Rask | Brankáři                    | Semjon Varlamov |  |
|             |             | 1:0 1:1 1:2 1:3 2:3 3:3 3:4 |                 |  |
| 10 min      | 10 min      | Tresty                      | 8 min           |  |
| 42          | 42          | Střely                      | 39              |  |

| 4. června 2021 01:30 | New York Islanders | 1:2 PP (0:1, 0:0, 1:0 - 0:1) | Boston Bruins | Nassau Coliseum, New York Návštěvnost: 12 000 |  |

| Report          |                 |             |             |  |
| Semjon Varlamov | Semjon Varlamov | Brankáři    | Tuukka Rask |  |
|                 |                 | 0:1 1:1 1:2 |             |  |
| 4 min           | 4 min           | Tresty      | 6 min       |  |
| 29              | 29              | Střely      | 40          |  |

| 6. června 2021 01:15 | New York Islanders | 4:1 (0:0, 1:1, 3:0) | Boston Bruins | Nassau Coliseum, New York Návštěvnost: 12 000 |  |

| Report          |                 |                     |             |  |
| Semjon Varlamov | Semjon Varlamov | Brankáři            | Tuukka Rask |  |
|                 |                 | 0:1 1:1 2:1 3:1 4:1 |             |  |
| 16 min          | 16 min          | Tresty              | 14 min      |  |
| 32              | 32              | Střely              | 29          |  |

| 8. června 2021 00:30 | Boston Bruins | 4:5 (1:1, 1:3, 2:1) | New York Islanders | TD Garden, Boston Návštěvnost: 17 400 |  |

| Report                      |                             |                                     |                 |  |
| Tuukka Rask, Jeremy Swayman | Tuukka Rask, Jeremy Swayman | Brankáři                            | Semjon Varlamov |  |
|                             |                             | 1:0 1:1 1:2 2:2 2:3 2:4 2:5 3:5 4:5 |                 |  |
| 8 min                       | 8 min                       | Tresty                              | 4 min           |  |
| 44                          | 44                          | Střely                              | 19              |  |

| 10. června 2021 01:30 | New York Islanders | 6:2 (1:1, 3:0, 2:1) | Boston Bruins | Nassau Coliseum, New York Návštěvnost: 12 000 |  |

| Report          |                 |                                 |             |  |
| Semjon Varlamov | Semjon Varlamov | Brankáři                        | Tuukka Rask |  |
|                 |                 | 1:0 1:1 2:1 3:1 4:1 4:2 5:2 6:2 |             |  |
| 6 min           | 6 min           | Tresty                          | 2 min       |  |
| 27              | 27              | Střely                          | 25          |  |

Do finále konference play off postoupil tým New York Islanders, když zvítězil 4:2 na zápasy.

#### Carolina Hurricanes - Tampa Bay Lightning
| 30. květen 2021 23:00 | Carolina Hurricanes | 1:2 (0:0, 0:1, 1:1) | Tampa Bay Lightning | PNC Arena, Raleigh Návštěvnost: 16 299 |  |

| Report           |                  |             |                    |  |
| Alex Nedeljkovic | Alex Nedeljkovic | Brankáři    | Andrej Vasilevskij |  |
|                  |                  | 0:1 1:1 1:2 |                    |  |
| 6 min            | 6 min            | Tresty      | 10 min             |  |
| 38               | 38               | Střely      | 30                 |  |

| 2. června 2021 01:30 | Carolina Hurricanes | 1:2 (0:0, 0:1, 1:1) | Tampa Bay Lightning | PNC Arena, Raleigh Návštěvnost: 16 299 |  |

| Report           |                  |             |                    |  |
| Alex Nedeljkovic | Alex Nedeljkovic | Brankáři    | Andrej Vasilevskij |  |
|                  |                  | 0:1 0:2 1:2 |                    |  |
| 4 min            | 4 min            | Tresty      | 4 min              |  |
| 32               | 32               | Střely      | 15                 |  |

| 4. června 2021 02:00 | Tampa Bay Lightning | 2:3 PP (0:0, 2:2, 0:0 - 0:1) | Carolina Hurricanes | Amalie Arena, Tampa Návštěvnost: 13 544 |  |

| Report             |                    |                     |             |  |
| Andrej Vasilevskij | Andrej Vasilevskij | Brankáři            | Petr Mrázek |  |
|                    |                    | 0:1 0:2 1:2 2:2 2:3 |             |  |
| 4 min              | 4 min              | Tresty              | 6 min       |  |
| 37                 | 37                 | Střely              | 27          |  |

| 5. června 2021 22:00 | Tampa Bay Lightning | 6:4 (1:0, 4:4, 1:0) | Carolina Hurricanes | Amalie Arena, Tampa Návštěvnost: 13 773 |  |

| Report             |                    |                                         |             |  |
| Andrej Vasilevskij | Andrej Vasilevskij | Brankáři                                | Petr Mrázek |  |
|                    |                    | 1:0 1:1 1:2 2:2 2:3 2:4 3:4 4:4 5:4 6:4 |             |  |
| 6 min              | 6 min              | Tresty                                  | 14 min      |  |
| 26                 | 26                 | Střely                                  | 25          |  |

| 9. června 2021 00:30 | Carolina Hurricanes | 0:2 (0:0, 0:1, 0:1) | Tampa Bay Lightning | PNC Arena, Raleigh Návštěvnost: 16 299 |  |

| Report           |                  |          |                    |  |
| Alex Nedeljkovic | Alex Nedeljkovic | Brankáři | Andrej Vasilevskij |  |
|                  |                  | 0:1 0:2  |                    |  |
| 8 min            | 8 min            | Tresty   | 10 min             |  |
| 29               | 29               | Střely   | 25                 |  |

Do finále konference play off postoupil tým Tampa Bay Lightning, když zvítězil 4:1 na zápasy.

## Semifinále - Západní konference
Všechny časy zápasů jsou uvedeny ve středoevropském letním čase (UTC +2).

#### Colorado Avalanche - Vegas Golden Knights
| 31. května 2021 02:00 | Colorado Avalanche | 7:1 (2:0, 4:1, 1:0) | Vegas Golden Knights | Ball Arena, Denver Návštěvnost: 10 489 |  |

| Report           |                  |                                 |              |  |
| Philipp Grubauer | Philipp Grubauer | Brankáři                        | Robin Lehner |  |
|                  |                  | 1:0 2:0 3:0 4:0 5:0 5:1 6:1 7:1 |              |  |
| 30 min           | 30 min           | Tresty                          | 46 min       |  |
| 37               | 37               | Střely                          | 25           |  |

| 3. června 2021 04:00 | Colorado Avalanche | 3:2 PP (2:1, 0:1, 0:0 - 1:0) | Vegas Golden Knights | Ball Arena, Denver Návštěvnost: 10 491 |  |

| Report           |                  |                     |                   |  |
| Philipp Grubauer | Philipp Grubauer | Brankáři            | Marc-Andre Fleury |  |
|                  |                  | 1:0 1:1 2:1 2:2 3:2 |                   |  |
| 6 min            | 6 min            | Tresty              | 12 min            |  |
| 25               | 25               | Střely              | 41                |  |

| 5. června 2021 04:00 | Vegas Golden Knights | 3:2 (0:0, 1:1, 2:1) | Colorado Avalanche | T-Mobile Arena, Las Vegas Návštěvnost: 17 504 |  |

| Report            |                   |                     |                  |  |
| Marc-Andre Fleury | Marc-Andre Fleury | Brankáři            | Philipp Grubauer |  |
|                   |                   | 1:0 1:1 1:2 2:2 3:2 |                  |  |
| 4 min             | 4 min             | Tresty              | 4 min            |  |
| 42                | 42                | Střely              | 20               |  |

| 7. června 2021 02:30 | Vegas Golden Knights | 5:1 (1:1, 2:0, 2:0) | Colorado Avalanche | T-Mobile Arena, Las Vegas Návštěvnost: 18 081 |  |

| Report            |                   |                         |                  |  |
| Marc-Andre Fleury | Marc-Andre Fleury | Brankáři                | Philipp Grubauer |  |
|                   |                   | 0:1 1:1 2:1 3:1 4:1 5:1 |                  |  |
| 6 min             | 6 min             | Tresty                  | 10 min           |  |
| 35                | 35                | Střely                  | 18               |  |

| 9. června 2021 03:00 | Colorado Avalanche | 2:3 PP (1:0, 1:0, 0:2 - 0:1) | Vegas Golden Knights | Ball Arena, Denver Návštěvnost: 10 495 |  |

| Report           |                  |                     |                   |  |
| Philipp Grubauer | Philipp Grubauer | Brankáři            | Marc-Andre Fleury |  |
|                  |                  | 1:0 2:0 2:1 2:2 2:3 |                   |  |
| 2 min            | 2 min            | Tresty              | 2 min             |  |
| 30               | 30               | Střely              | 25                |  |

| 11. června 2021 03:00 | Vegas Golden Knights | 6:3 (2:1, 2:2, 2:0) | Colorado Avalanche | T-Mobile Arena, Las Vegas Návštěvnost: 18 149 |  |

| Report |

Do finále konference play off postoupil tým Vegas Golden Knights, když zvítězil 4:2 na zápasy.

#### Winnipeg Jets - Montreal Canadiens
| 3. června 2021 01:30 | Winnipeg Jets | 3:5 (1:3, 0:0, 2:2) | Montreal Canadiens | Bell MTS Place, Winnipeg Návštěvnost: 500 |  |

| Report            |                   |                                 |             |  |
| Connor Hellebuyck | Connor Hellebuyck | Brankáři                        | Carey Price |  |
|                   |                   | 0:1 0:2 1:2 1:3 2:3 2:4 3:4 3:5 |             |  |
| 21 min            | 21 min            | Tresty                          | 6 min       |  |
| 30                | 30                | Střely                          | 32          |  |

| 5. června 2021 01:30 | Winnipeg Jets | 0:1 (0:0, 0:1, 0:0) | Montreal Canadiens | Bell MTS Place, Winnipeg Návštěvnost: Bez diváků |  |

| Report            |                   |          |             |  |
| Connor Hellebuyck | Connor Hellebuyck | Brankáři | Carey Price |  |
|                   |                   | 0:1      |             |  |
| 2 min             | 2 min             | Tresty   | 4 min       |  |
| 30                | 30                | Střely   | 24          |  |

| 7. června 2021 00:00 | Montreal Canadiens | 5:1 (1:0, 2:1, 2:0) | Winnipeg Jets | Bell Centre, Montreal Návštěvnost: 2 500 |  |

| Report      |             |                         |                   |  |
| Carey Price | Carey Price | Brankáři                | Connor Hellebuyck |  |
|             |             | 1:0 2:0 3:0 3:1 4:1 5:1 |                   |  |
| 4 min       | 4 min       | Tresty                  | 10 min            |  |
| 32          | 32          | Střely                  | 26                |  |

| 8. června 2021 02:00 | Montreal Canadiens | 3:2 PP (2:0, 0:2, 0:0 - 1:0) | Winnipeg Jets | Bell Centre, Montreal Návštěvnost: 2 500 |  |

| Report      |             |                     |                   |  |
| Carey Price | Carey Price | Brankáři            | Connor Hellebuyck |  |
|             |             | 1:0 2:0 2:1 2:2 3:2 |                   |  |
| 2 min       | 2 min       | Tresty              | 6 min             |  |
| 42          | 42          | Střely              | 16                |  |

Do finále konference play off postoupil tým Montreal Canadiens, když zvítězil 4:0 na zápasy.

## Finále - Východní konference
Všechny časy zápasů jsou uvedeny ve středoevropském letním čase (UTC +2).

#### Tampa Bay Lightning - New York Islanders
| 13. června 2021 21:00 | Tampa Bay Lightning | 1:2 (0:0, 0:1, 1:1) | New York Islanders | Amalie Arena, Tampa Návštěvnost: 14 513 |  |

| Report |

| 16. června 2021 02:00 | Tampa Bay Lightning | 4:2 (1:1, 1:0, 2:1) | New York Islanders | Amalie Arena, Tampa Návštěvnost: 14 771 |  |

| Report |

| 18. června 2021 02:00 | New York Islanders | 1:2 (0:1, 1:1, 0:0) | Tampa Bay Lightning | Barclays Center, Brooklyn Návštěvnost: 12 978 |  |

| Report |

| 20. června 2021 02:00 | New York Islanders | 3:2 (0:0, 3:0, 0:2) | Tampa Bay Lightning | Barclays Center, Brooklyn Návštěvnost: 12 978 |  |

| Report |

| 22. června 2021 02:00 | Tampa Bay Lightning | 8:0 3:0, 3:0, 2:0 | New York Islanders | Amalie Arena, Tampa Návštěvnost: 14 791 |  |

| Report |

| 24. června 2021 02:00 | New York Islanders | 3:2 PP (0:1, 1:1, 1:0 - 1:0) | Tampa Bay Lightning | Barclays Center, Brooklyn Návštěvnost: 12 978 |  |

| Report |

| 26. června 2021 02:00 | Tampa Bay Lightning | 1:0 (0:0, 1:0, 0:0) | New York Islanders | Amalie Arena, Tampa Návštěvnost: 14 805 |  |

| Report |

Do finále Stanley Cupu postoupil tým Tampa Bay Lightning, když zvítězil 4:3 na zápasy.

## Finále - Západní konference
Všechny časy zápasů jsou uvedeny ve středoevropském letním čase (UTC +2).

#### Montreal Canadiens - Vegas Golden Knights
| 15. června 2021 03:00 | Vegas Golden Knights | 4:1 (1:0, 2:1, 1:0) | Montreal Canadiens | T-Mobile Arena, Las Vegas Návštěvnost: 17 884 |  |

| Report |

| 17. června 2021 03:00 | Vegas Golden Knights | 2:3 (0:2, 1:1, 1:0) | Montreal Canadiens | T-Mobile Arena, Las Vegas Návštěvnost: 17 920 |  |

| Report |

| 19. června 2021 02:00 | Montreal Canadiens | 3:2 PP (0:0, 1:1, 1:1 - 1:0) | Vegas Golden Knights | Centre Bell, Montreal Návštěvnost: 3 500 |  |

| Report |

| 21. června 2021 02:00 | Montreal Canadiens | 1:2 PP (0:0, 1:0, 0:1 - 0:1) | Vegas Golden Knights | Centre Bell, Montreal Návštěvnost: 3 500 |  |

| Report |

| 23. června 2021 03:00 | Vegas Golden Knights | 1:4 (0:1, 0:2, 1:1) | Montreal Canadiens | T-Mobile Arena, Las Vegas Návštěvnost: 17 969 |  |

| Report |

| 25. června 2021 02:00 | Montreal Canadiens | 3:2 PP (1:1, 1:0, 0:1 - 1:0) | Vegas Golden Knights | Centre Bell, Montreal Návštěvnost: 3 500 |  |

| Report |

Do finále Stanley Cupu postoupil tým Montreal Canadiens, když zvítězil 4:2 na zápasy.

## Finále Stanley Cupu

#### Tampa Bay Lightning - Montreal Canadiens
| 29. června 2021 02:00 | Tampa Bay Lightning | 5:1 (1:0, 1:1, 3:0) | Montreal Canadiens | Amalie Arena, Tampa Návštěvnost: 15 911 |  |

| Report |

| 1. července 2021 02:00 | Tampa Bay Lightning | 3:1 (0:0, 2:1, 1:0) | Montreal Canadiens | Amalie Arena, Tampa Návštěvnost: 17 166 |  |

| Report |

| 3. července 2021 02:00 | Montreal Canadiens | 3:6 (1:2, 1:2, 1:2) | Tampa Bay Lightning | Centre Bell, Montreal Návštěvnost: 3 500 |  |

| Report |

| 6. července 2021 02:00 | Montreal Canadiens | 3:2 PP (1:0, 0:1, 1:1 - 1:0) | Tampa Bay Lightning | Centre Bell, Montreal Návštěvnost: 3 500 |  |

| Report |

| 8. července 2021 02:00 | Tampa Bay Lightning | 1:0 (0:0, 1:0, 0:0) | Montreal Canadiens | Amalie Arena, Tampa Návštěvnost: 18 110 |  |

| Report |

Stanley Cup vyhrál tým Tampa Bay Lightning, když zvítězil 4:1 na zápasy.

## Hráčské statistiky play-off

### Kanadské bodování
Toto je konečné pořadí hráčů podle dosažených bodů. Za jeden vstřelený gól nebo přihrávku na gól hráč získal jeden bod.
| Poř. | Hráč             | Tým                  | Z  | G  | A  | B  | TM | +/- |
| ---- | ---------------- | -------------------- | -- | -- | -- | -- | -- | --- |
| 1.   | Nikita Kučerov   | Tampa Bay Lightning  | 23 | 8  | 24 | 32 | 14 | +6  |
| 2.   | Brayden Point    | Tampa Bay Lightning  | 23 | 14 | 9  | 23 | 8  | +7  |
| 3.   | Steven Stamkos   | Tampa Bay Lightning  | 23 | 8  | 10 | 18 | 4  | 0   |
| 4.   | Victor Hedman    | Tampa Bay Lightning  | 23 | 2  | 16 | 18 | 8  | +1  |
| 5.   | Alex Killorn     | Tampa Bay Lightning  | 19 | 8  | 9  | 17 | 6  | -1  |
| 6.   | Nick Suzuki      | Montréal Canadiens   | 22 | 7  | 9  | 16 | 2  | -6  |
| 7.   | William Karlsson | Vegas Golden Knights | 19 | 4  | 12 | 16 | 2  | +10 |
| 8.   | Nathan MacKinnon | Colorado Avalanche   | 10 | 8  | 7  | 15 | 2  | +6  |
| 9.   | David Pastrňák   | Boston Bruins        | 11 | 7  | 8  | 15 | 8  | +3  |
| 10.  | Mathew Barzal    | New York Islanders   | 19 | 6  | 8  | 14 | 19 | 0   |

### Hodnocení brankářů
Toto je konečné pořadí nejlepších pěti brankářů seřazených podle průměru obdržených branek na zápas. Odchytaných minimálně 420 minut.
| Poř. | Hráč               | Tým                  | Z. | MIN  | OG | PZ  | PS  | POG  | Úsp%  |
| ---- | ------------------ | -------------------- | -- | ---- | -- | --- | --- | ---- | ----- |
| 1.   | Jack Campbell      | Toronto Maple Leafs  | 7  | 433  | 13 | 184 | 197 | 1.80 | 93.40 |
| 2.   | Andrej Vasilevskij | Tampa Bay Lightning  | 23 | 1393 | 44 | 655 | 699 | 1.90 | 93.71 |
| 3.   | Marc-Andre Fleury  | Vegas Golden Knights | 16 | 977  | 33 | 370 | 403 | 2.03 | 91.81 |
| 4.   | Alex Nedeljkovic   | Carolina Hurricanes  | 9  | 611  | 22 | 253 | 275 | 2.16 | 92.00 |
| 5.   | Connor Hellebuyck  | Winnipeg Jets        | 8  | 541  | 20 | 269 | 289 | 2.22 | 93.08 |